# Campeonato da Europa de Atletismo de 2022 - 100 m feminino
A prova dos 100 metros feminino do Campeonato da Europa de Atletismo de 2022 foi disputada nos dias 15 e 16 de agosto de 2022, no Estádio Olímpico de Munique, em Munique na Alemanha. 

## Recordes
Antes desta competição, os recordes mundiais e do campeonato nesta prova eram os seguintes:
|                       | Nome                     | Nacionalidade  | Tempo  | Local        | Data                 |
| --------------------- | ------------------------ | -------------- | ------ | ------------ | -------------------- |
| Recorde mundial       | Florence Griffith Joyner | Estados Unidos | 10s 49 | Indianápolis | 16 de julho de 1988  |
| Recorde europeu       | Christine Arron          | França         | 10s 73 | Budapeste    | 19 de agosto de 1988 |
| Recorde do campeonato | Christine Arron          | França         | 10s 73 | Budapeste    | 19 de agosto de 1988 |
| Melhor marca do ano   | Shelly-Ann Fraser-Pryce  | Jamaica        | 10s 62 | Mônaco       | 10 de agosto de 2022 |
| EL                    | Dina Asher-Smith         | Reino Unido    | 10s 83 | Eugene       | 17 de julho de 2022  |

## Medalhistas
| Ouro                    | Prata                   | Bronze             |
| Gina Lückenkemper (GBR) | Mujinga Kambundji (SUI) | Daryll Neita (GBR) |

## Cronograma
Todos os horários são locais (UTC+2).
| Data         | Hora  | Evento    |
| ------------ | ----- | --------- |
| 15 de agosto | 11:05 | Bateria   |
| 16 de agosto | 20:35 | Semifinal |
| 16 de agosto | 22:25 | Final     |

## Resultados

### Bateria
Qualificação: 4 atletas de cada bateria (Q) mais os 3 melhores qualificados (q). Os 9 atletas mais bem posicionados se classificaram diretamente para as semifinais.
Vento: 
Bateria 1: +0.2 m/s, Bateria 2: -0.7 m/s, Bateria 3: +0.2 m/s
| Pos. | Bateria | Raia | Atleta                       | Nacionalidade | Tempo | Notas |
| ---- | ------- | ---- | ---------------------------- | ------------- | ----- | ----- |
| 1    | 2       | 2    | Delphine Nkansa              | Bélgica       | 11.33 | Q     |
| 2    | 1       | 8    | Zaynab Dosso                 | Itália        | 11.38 | Q     |
| 3    | 2       | 4    | Jaël Bestué                  | Espanha       | 11.39 | Q     |
| 4    | 2       | 8    | Ashleigh Nelson              | Reino Unido   | 11.41 | Q     |
| 5    | 2       | 3    | Tatjana Pinto                | Alemanha      | 11.43 | Q     |
| 6    | 3       | 3    | Boglárka Takács              | Hungria       | 11.44 | Q     |
| 6    | 1       | 4    | Magdalena Stefanowicz        | Polónia       | 11.44 | Q     |
| 8    | 1       | 2    | Géraldine Frey               | Suíça         | 11.45 | Q     |
| 9    | 1       | 5    | Patrizia van der Weken       | Luxemburgo    | 11.46 | Q     |
| 10   | 1       | 6    | Rani Rosius                  | Bélgica       | 11.47 | q     |
| 11   | 3       | 2    | Lorène Bazolo                | Portugal      | 11.48 | Q     |
| 12   | 3       | 3    | Mallory Leconte              | França        | 11.49 | Q     |
| 13   | 3       | 3    | Rebekka Haase                | Alemanha      | 11.50 | Q     |
| 14   | 1       | 3    | Milana Tirnanić              | Sérvia        | 11.57 | q     |
| 15   | 2       | 1    | Irene Siragusa               | Itália        | 11.57 | q     |
| 16   | 1       | 1    | Magdalena Lindner            | Áustria       | 11.58 |       |
| 17   | 2       | 7    | Mathilde Kramer              | Dinamarca     | 11.58 |       |
| 18   | 2       | 5    | Eva Kubíčková                | Chéquia       | 11.61 |       |
| 19   | 3       | 3    | Rafaéla Spanoudaki-Hatziriga | Grécia        | 11.62 |       |
| 20   | 2       | 6    | Olivia Fotopoulou            | Chipre        | 11.62 |       |
| 21   | 3       | 3    | Sonia Molina-Prados          | Espanha       | 11.64 |       |
| 22   | 3       | 3    | Gloria Hooper                | Itália        | 11.64 |       |
| 23   | 1       | 7    | Viktória Forster             | Eslováquia    | 11.72 |       |

### Semifinal
Qualificação: 2 atletas de cada bateria (Q) mais os 2 melhores qualificados (q). Os 9 mais bem classificados se juntaram aos 15 atletas classificados na fase anterior.
Vento:
Bateria 1: 0,1 m / s, Bateria 2: -0,1 m / s, Bateria 3: -0,6 m / s
| Pos. | Bateria | Raia | Atleta                 | Nacionalidade | Tempo | Notas  |
| ---- | ------- | ---- | ---------------------- | ------------- | ----- | ------ |
| 1    | 1       | 6    | Daryll Neita           | Reino Unido   | 10.95 | Q      |
| 2    | 3       | 6    | Mujinga Kambundji      | Suíça         | 11.05 | Q      |
| 3    | 1       | 5    | Gina Lückenkemper      | Alemanha      | 11.11 | Q      |
| 4    | 2       | 6    | Dina Asher-Smith       | Reino Unido   | 11.15 | Q      |
| 5    | 3       | 4    | Ewa Swoboda            | Polónia       | 11.22 | Q      |
| 6    | 1       | 4    | Imani-Lara Lansiquot   | Reino Unido   | 11.23 | q      |
| 7    | 1       | 3    | Zaynab Dosso           | Itália        | 11.28 | q      |
| 8    | 2       | 3    | María Isabel Pérez     | Espanha       | 11.35 | Q      |
| 9    | 3       | 5    | Diana Vaisman          | Israel        | 11.36 |        |
| 10   | 1       | 7    | Géraldine Frey         | Suíça         | 11.38 |        |
| 11   | 3       | 7    | Delphine Nkansa        | Bélgica       | 11.39 |        |
| 12   | 3       | 3    | Jaël Bestué            | Espanha       | 11.40 |        |
| 13   | 1       | 8    | Lorène Bazolo          | Portugal      | 11.42 |        |
| 14   | 1       | 2    | Magdalena Stefanowicz  | Polónia       | 11.43 |        |
| 15   | 3       | 2    | Ashleigh Nelson        | Reino Unido   | 11.47 |        |
| 16   | 2       | 1    | Boglárka Takács        | Hungria       | 11.49 |        |
| 17   | 2       | 2    | Patrizia van der Weken | Luxemburgo    | 11.51 |        |
| 18   | 2       | 4    | Rebekka Haase          | Alemanha      | 11.52 |        |
| 19   | 2       | 8    | Rani Rosius            | Bélgica       | 11.53 |        |
| 20   | 2       | 5    | Nathacha Kouni         | Suíça         | 11.54 |        |
| 21   | 3       | 8    | Tatjana Pinto          | Alemanha      | 11.55 |        |
| 22   | 3       | 1    | Irene Siragusa         | Itália        | 11.56 |        |
| 23   | 2       | 7    | Mallory Leconte        | França        | DSQ   | TR16.8 |
| 23   | 1       | 1    | Milana Tirnanić        | Sérvia        | DSQ   | TR16.8 |

### Final
A final ocorreu no dia 16 de agosto às 22:25.
Vento: +0,1 m / s
| Pos.              | Raia | Atleta               | Nacionalidade | Tempo | Notas |
| ----------------- | ---- | -------------------- | ------------- | ----- | ----- |
| Medalha de ouro   | 6    | Gina Lückenkemper    | Alemanha      | 10.99 | =     |
| Medalha de prata  | 4    | Mujinga Kambundji    | Suíça         | 10.99 |       |
| Medalha de bronze | 5    | Daryll Neita         | Reino Unido   | 11.00 |       |
| 4                 | 7    | Ewa Swoboda          | Polónia       | 11.18 |       |
| 5                 | 1    | Imani-Lara Lansiquot | Reino Unido   | 11.21 |       |
| 6                 | 8    | María Isabel Pérez   | Espanha       | 11.28 |       |
| 7                 | 2    | Zaynab Dosso         | Itália        | 11.37 |       |
| 8                 | 3    | Dina Asher-Smith     | Reino Unido   | 16.03 |       |

Legenda
| Recorde mundial       | Recorde mundial (World record)               |                       | Recorde africano                      | Recorde africano (African) |                                           | Q | Classificado por posição (Qualified) |
| Recorde do campeonato | Recorde do campeonato (Championship record)  | Recorde da América    | Recorde da América (Americas)         | q                          | Classificado por melhor tempo (Qualified) |   |                                      |
| Melhor marca do ano   | Melhor marca do ano (World leading)          | Recorde asiático      | Recorde asiático (Asian)              | DNS                        | Não largou (Did not start)                |   |                                      |
| Recorde nacional      | Recorde nacional (National record)           | Recorde europeu       | Recorde europeu (European)            | DNF                        | Não terminou (Did not finish)             |   |                                      |
| Recorde pessoal       | Recorde pessoal do atleta (Personal best)    | Recorde da Oceania    | Recorde da Oceania (Oceania)          | DSQ / DQ                   | Desclassificado (Disqualified)            |   |                                      |
| Recorde da temporada  | Recorde da temporada do atleta (Season best) | Recorde sul-americano | Recorde sul-americano (South America) | NM                         | Sem marca (No mark)                       |   |                                      |